# 官话
官話（又称北方话、官話方言、北方方言）為汉语的一支，主體分布在中国北部和西南部的大部分地区。若視漢語為一種語言，則官话是漢語的一级方言，下分北方官话、中原官话和南方官话；若視漢語為“漢語族”，視官話為獨立語言，則官話下有數支官話的方言。無論劃分方式為何，官話的地位皆與吴语、粤语、闽语、湘语、客语、贛语等相同，即同為獨立語言，或是同為漢語下的一級方言。
官话是漢語諸變體中分布最广的一种，除了中國北方以外，官話也同時分佈在中国南方绝大多数地区，如南方的江蘇大部、安徽中北部、四川大部、重庆、云南、贵州、湖北大部、广西北部、湖南西部和北部和江西沿江地区作为母语使用。此外，官話在江蘇省蘇州市吴江区的菀坪镇、福建省南平市的延平區以及福州長樂航城街道的琴江满族村等地则以方言島的形式出現。
現今中國目前的官话大致分为华北官话、西北官话、西南官话和江淮官话，分别以北京话、西安話、成都话和南京話为代表，前兩者為北方官话，後兩者為南方官話，由於官話分佈地區廣，官話內部仍有較大的差異，仍存在各官話之間不能交流的情況。兩種南方官話都有應否獨立出官話方言的地位爭議。部分学者对晋语是否是官话一支也存在争议。
官話也是中國現在的主要通用語。其中，現代標準漢語（中国大陆的普通话、臺灣的國語、新加坡和马来西亚的華語）均是以北方官话为基础而形成的规范语言。與認知的不同，地區之間的使用者不一定能夠有效溝通，因為地方官話的口音乃至於句法和用詞差異可能很大，特別是山東與江蘇一帶的地方所講的方言。所以今天所推行的現代標準漢語，是以官話為基础、加之北京音為標準的語言。
官話也是一種聲調語言，這點跟漢語下的一眾語言相同。

## 名称
“官话”原指官僚标准语，现今已演变为指“官话方言”。
官话，有时亦称为北方话、官话方言、北方方言，有些場合也稱作蓝青官话。這是因為現代官话是基於北京語言。
雖然北官话已經蔓延到了中国南方創造了江淮官话和西南官话 ，“北方方言”亦可指流行于中国北方的方言或北方官话，由於北方官話是南方官話聲調長經北方聲調形成是否歸於一類仍有意見，至今不同学者对于北方官话的定义并不相同。从1980年代后期起，中国大陆的汉语方言学界的期刊和专著已统一使用“官話”这一称呼。
但另一邊廂，其他漢語方言的名稱，都只代表了相對來說的通行區域，不等於該區域只通行那一種漢語方言，亦不等於該漢語方言只通用於那一片地區。例如兩粵地區不獨通行粵語，同時粵語也不單單普及於兩粵地區。特別是持認為各漢語方言地位應平等的，认为官话属于方言而非独立语言的，或者認為各漢語方言都應是語言而非方言的論者，較多採用「北方話」、「北方方言」這些名稱。
官話的「官」字來自官僚、朝臣，西方語言稱官話為 Mandarin，為葡萄牙人對明朝官員的稱呼，最早見於16世紀初期的文獻。葡萄牙人借用了馬來語menteri一詞，意為官員，而馬來語menteri一詞則源自梵文的mantrin。英語 Mandarin Chinese 指的也是Mandarin（朝廷官僚）使用的漢語。
在閩南語中，除了「北方話」（Pak-hng-oē）外，亦會稱作「北仔話」（Pak-á-ōe）、「外省仔話」。

### 名稱的來源

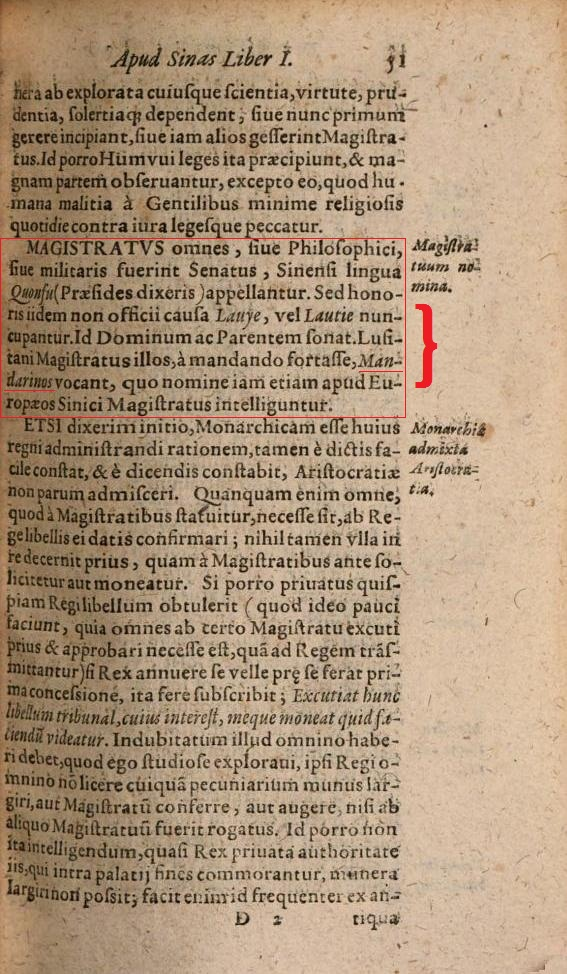
明朝1617年出版的《利玛窦中国札记》第一次出現“Mandarin”（Mandarinos）這個詞， 從而證實Mandarin（曼達林、中國官僚、官話）和滿洲人毫無關係，更不是“滿大人”的意思

英文中用Mandarin（曼達林）一詞來表示中國官僚，源自於葡萄牙語中的mandarim，後演化成拼寫mandarin一詞。早在皮莱资使團被囚禁後，被囚葡國人寫下的信札中，葡萄牙語中就已廣泛使用Mandarim一詞。（這些信札是葡萄牙關於中國最早的報導之一，可能成書於1524年）。在費爾南·羅佩斯·德·卡斯達聶達的中，十六世紀末經澳門進入中國大陸的利瑪竇也在葡萄牙人中推廣使用了該詞。利玛窦中国札记英文版第45頁（附圖提供了原版，第52頁。），
有許多人把葡語中的這個詞想成mandador（指揮者）或者mandar，源自拉丁文mandare 然而，現代字典同意葡萄牙人是從馬來語menteri（朝臣、部長）一詞中借來的，馬來語menteri一词又是從梵語mantrin （天城體: मंत्री） （意為部長 – 语源学上來講又相關於"曼怛罗"）.    
根據馬來西亞翁姑·阿都·阿兹教授，這個詞源於馬六甲蘇丹國期間住在馬六甲的葡萄牙人試圖會見中國政府高官，並用馬來語標記“朝臣、部長”意思的Menteri一詞來代指中國的“大官”。但是由於葡萄牙人不諳馬來語，把“Menteri”的音加了一個“n”，發成了“Mandarin”。
在十六世紀“曼達林”這個詞還沒有普遍使用時，在歐洲人旅行者圈中“Loutea”一詞也可以代指中國文官 （該詞拼寫各異）。如，在盖洛特·佩雷拉1548至1553年的中國旅行記中（1565年在歐洲出版）Loutea一詞廣泛使用；或者，在加斯帕·達克魯斯所寫的（1569年在歐洲出版）中，Louthia一詞廣泛使用。葡萄牙荷蘭殖民史專家博克舍解釋道：本詞來源於中文常見的“老爷”一詞（漢語拼音：lǎoyé; 廈門話: ló-tia; 泉州話: lāu-tia）胡安·冈萨雷斯·德·门多萨所著的《大中华帝国史》（1585年）也是如此稱呼中國文官的。《大中华帝国史》借鑒了盖洛特·佩雷拉以及加斯帕·達克魯斯兩公的文字，並成為十六世紀晚期歐洲人瞭解中國標準參考書
另外，《利玛窦中国札记》記載了Lauye和Lautie兩種發音，見右圖。
在西方，“曼達林”一詞一般與“士大夫”這個概念相關，士大夫一般會吟詩作文，讀儒入仕。
“曼達林”一詞又可以代指標準的北方中文，因為明、清的官員用該方言。該詞是在明代就開始使用的中文“官話”一詞的翻譯。歐洲早期作者如利瑪竇將“官話”一詞寫作Quonhua，符合利瑪竇時代的轉寫系統，耶穌會在利瑪竇逝世後多年都沿用此转写系统。

## 历史
“官話”最早是對官方標準話的稱呼，官話是汉语的一种汉语語言。官方標準語不為某一地的語言，是中國過去做官的人所使用的共同語，以便能互相溝通，上朝奏疏。后来逐漸流行于民间，演變一種各地共同用語。漢語官方標準語早期稱為雅言、周官話為雅言、秦漢時期沿用雅言，漢晉時期多稱「通語」，如西漢楊雄就以共同语“通语”来解释各地的方言，元代稱“天下通语”，為域內各民族共同语。然而上述時代的這些官方共同語，跟明清二朝及以後的官話音韻已有差異。直到明代中期，官話依然保留中古漢語的清濁音、入声、尖團音等。

### 官話前身
早在春秋時代，孔子等文人便推廣「河洛雅言」。
隋、唐時代，以中原雅言音為正，人們作詩詞、寫文章非常注意“正音”，因此很多韻書應運而生，為的是統合共同語的音調。
中原漢語隨著南遷移民進入江西、吳越等地，在古中原雅言的基礎上，融入周邊少數民族語言的元素。不僅唐代佛教經典的變文俗講開始以當時的官話來書寫，宋也以官話書寫的對金人的文書，這些都與後來的話本、戲曲與小說所用。

### 明清時期南京與北京官话
在元朝時，以北方官話及大都一帶腔調為基礎，制定了天下通語，推行到全國。元朝官話在周德清的《中原音韻》中被記錄下來，在其中保存了大量唐宋以来占据主导地位的中原音（汴洛音），
明清時期起，官方共同語稱為。在明滅元朝、定都南京後，以《中原音韻》的北方官話為基礎音系，參照以南方下江官話，制定了《洪武正韻》，形成南京官話，成为国家标准漢語语音。在遷都北京後仍以南京官話為標準，因此明清時期來華的西方傳教士所流行的中國話，基本上是以南京官话為標準。民國初年西方傳教士主持的“華語正音会”，也以南京音為標準。南京官話與現在南京話是否相同，學界仍有爭議，王力等學者主張南京官話主要仍是受北方漢語影響。
域外人士为学习、教授官话，曾以字母文字转写官话，为后来的官话语音研究提供了重要素材。其中韩国官员申叔舟记录的明代官话较早，是以训民正音转写了官话当时的“正音”。学者尉迟治平考证认为，申叔舟的记录反映了十四世纪的一种官话形式，来源于申叔舟与明朝出使朝鲜的官员倪谦之间的讨论。申叔舟的记录后来被纳入《洪武正韵译训》（1455）及《四声通考》（约1450）。
申叔舟记录官话正音的一百五十年后，外国传教士及字典也用字母文字记录了官话的发音。如利玛窦著的《西字奇迹》（约 1600）、金尼阁著的《西儒耳目资》（1626）中，音系与申叔舟的记录一脉相承，依然以南京官话为标准官话。
其后西方人士在华著成的文献记录了北京官话在清朝逐渐取代南京官话，并成为标准官话的历史。如马礼逊便在《华英字典》（1815）序言中批判了北京官话的部分声母腭化及入声消失等现象，但也同时评论说北京官话可能取代南京官话。在明成祖遷都至北京後，北方官話的重要性上升。至清朝時，逐漸形成北京官话，成为中國官方的標準語，並為推行共同語而在各級書院推廣正音教學。清末編審國語以後，北京官話正式成爲中國官方的標準語。

#### 明代官话特征
申叔舟记录的官话有五个声调（阴平、阳平、上、去、入），依然有浊音（但在发音上可能通过气声或者音高来区分），没有腭化声母，入声字由喉塞音表示，保留-m 尾音（如心、三等字），且部分韵母相对现代官话有更多区分（如官、关不同音）。申叔舟记录的“正音”与《中原音韻》有所不同（如前者保存了浊音和喉塞音），更接近八思巴字的转音（约1260年），甚至保存了八思巴字中已经不存在的、更古老的对立（鱼、雨声母不同）。

### 國語、普通話、華語
1909年開始，官方共同語稱為「國語」，1913年中華民國讀音統一會以逐字一省一票投票出老國音，以兼顧南北語音。1923年改用基於北京音之新國音，1956年在大陸改稱「普通話」，新加坡獨立以來即稱之為「标准華語」；而官話一詞則演變為“官話方言”的含義。
由於非官话方言汉族人口主要分布在南方或者说东南一带等，有人称整个官话方言为「北方方言」。但實際上西南官話、江淮官話兩大官話方言人口都分布在南方，主要是音調有不同。且江淮官话和部分西南官话更是保留了其他官话皆已消失的入声。而西南官話、江淮官話是否跟北方官話合併爲一個大方言區，不同學者有不同看法，詳見下方分區的說明。

## 分区

### 分区史
官话的分類方法多种多样：
| 年代                  | 分区方式                                                                     | 注释                                           |
| --------------------- | ---------------------------------------------------------------------------- | ---------------------------------------------- |
| 1934年                | 华北官话、华南官话为两个独立的大方言区                                       | “官話”首次用于汉语分区；包含现在的晋语、湘语、赣语 |
| 1937年－1948年        | 北方官话、上江官话（即西南官话）、下江官话（即江淮官话）为三个独立的大方言区 | 湘语和赣语被劃出官话                           |
| 1955年－1981年        | 较流行的方式将其分为华北官话、西北官话、江淮官话和西南官话                   | 四區分类法                                     |
| 1987年 中国语言地图集 | 内部方言                                                                     | 晋语被划出官话                                 |

對於1987年的分类法的常見異議是，东北官话、北京官话、胶辽官话、冀鲁官话、中原官话應該同屬一個子集，這個子集與江淮官话、西南官话并列同級（1955年－1981年的四區法）。異議亦包括晉語、江淮官話、西南官話、天津話和岷江话等的歸屬。

### 调类分区
語言學家李榮、羅傑瑞與劉勳寧等人提出的官話分區標準基本相同，都是古入聲字調類在各地之演化情況：入聲字分派是根據該字之聲母派至平上去三調，同時韻母隨之變化，同區演變規律大致相同，而此法可分出一個個大區。李榮據此將官話分為八區，是最流行的官話分區方式。而羅傑瑞、劉勳寧的分區法則更為概括，羅傑瑞依據入聲分化類型的多寡將官話分為2區：入聲未發生分化的南方官話、入聲發生分化的北方官話。劉勳寧則將官話分為三區：入聲未發生分化的南方官話、入聲一分為二的中原官話以及入聲一分為三的北方官話。中央研究院史語所提出的官話分區法也採用羅之標準。民族語言網則劃官話為四大分區（北方官話、西北官話、西南官話、江淮官話） 。以下為基於各種分區方式的各區特徵和分布區域：
| 史语所   | 民族網               | 罗杰瑞   | 劉勳寧   | 李荣     | 张世方   | 古全浊入                                        | 古次浊入                                        | 古清入                                          | 主要分布区域 |
| -------- | -------------------- | -------- | -------- | -------- | -------- | ----------------------------------------------- | ----------------------------------------------- | ----------------------------------------------- | --- |
| 北方官话 | 北方官话             | 北方官话 | 北方官话 | 东北官话 | 北京官话 | 阳平                                            | 去声                                            | 多派上聲，例外亦多                              | 辽宁中、北部、黑龙江与吉林大部、内蒙古东部地区                                                                     |
| 北方官话 | 北方官话             | 北方官话 | 北方官话 | 北京官话 | 北京官话 | 阳平                                            | 去声                                            | 派陰平、陽平、上、去四声                        | 北京、天津（除大港区外）、河北保定到霸州一线以北【除张家口（晋语）外】所有地区、辽宁西部、内蒙古赤峰等地区         |
| 北方官话 | 北方官话             | 北方官话 | 北方官话 | 胶辽官话 | 胶辽官话 | 阳平                                            | 去声                                            | 上声                                            | 辽宁辽东半岛、山东胶东半岛。以烟台，威海，大连为代表                                                               |
| 北方官话 | 北方官话             | 北方官话 | 北方官话 | 冀鲁官话 | 冀鲁官话 | 阳平                                            | 去声                                            | 阴平                                            | 天津市大港区、河北石家庄到沧州一线以南［除邯鄲（晋语）外］等地区、山东西部（含济南，德州）                         |
| 北方官话 | 北方官話 及 西北官話 | 北方官话 | 中原官话 | 中原官话 | 中原官话 | 阳平                                            | 阴平                                            | 阴平                                            | 河南，山东西南，安徽北部，江苏徐州地区，陕西关中地区和陕南大部地区，山西西南，宁夏、甘肃南部，新疆西南部，青海东部 |
| 北方官话 | 北方官話 及 西北官話 | 北方官话 | 中原官话 | 兰银官话 | 兰银官话 | 阳平                                            | 去声                                            | 去声                                            | 甘肃北部、宁夏北部、新疆东南部                                                                                     |
| 北方官话 | 北方官話 及 西北官話 | 北方官话 | 中原官话 | 晉語     | 晉語     | 多保留爲陽入                                    | 多保留爲陰入                                    | 多保留爲陰入                                    | 山西，內蒙古南部                                                                                                   |
| 上江官话 | 上江官话             | 南方官话 | 南方官话 | 西南官话 | 西南官话 | 整体保留或整体混入它调 （多阳平，或阴平／去声） | 整体保留或整体混入它调 （多阳平，或阴平／去声） | 整体保留或整体混入它调 （多阳平，或阴平／去声） | 四川、重庆、云南、贵州、湖北大部，湖南西北部，广西北部，陕西南部                                                   |
| 下江官话 | 下江官话             | 南方官话 | 南方官话 | 江淮官话 | 江淮官话 | 整体保留入聲                                    | 整体保留入聲                                    | 整体保留入聲                                    | 安徽中部、江苏中、北部、湖北东部、江西沿江地区                                                                     |

### 其它分区方式
有學者依據方言特徵詞的研究將官話分為官話核心區（東北官話、北京官話、冀魯官話、中原官話）、官話過渡區（膠遼官話、晉語）、官話邊緣區（西南官話、江淮官話、蘭銀官話）。其中官話核心區詞彙很一致，而官話邊緣區與核心區共有的特徵詞很少、詞彙差異很大，官話過渡區則是核心區與邊緣區的過渡，但是也有部分明顯的差異之處。此等學者認為劉勳寧的分區法亦有一定可取之處。

### 争议
对官话分区的常见争论如下：
- 关于官话是方言还是语言的问题存在争议，其中认为它是一种方言的人常称其为“官話方言”。這種爭議實際上是“漢語方言究竟該不該集體升格成語言”的爭議的一部份。
- 晋语、江淮官话、西南官話具有的独立出官话方言的地位问题。尤其是依据对入声的保留，它们都具有独立于其他官话方言的条件。
- 天津話、岷江话、赣榆话在官话方言的地位问题。
- 北京官话、东北官话和冀鲁官话保唐片合併还是分开的问题。在2000年后的研究一般主张合併。

## 特征

### 音韵
官话内部一致性相對各方言比较大，除用词语调有些许差异的地區，在百里內的城市居民大部分可以基本沟通，相近地区完全互通。
官话的主要特徵包括：
- 中古的知、章、庄三组声母合并为卷舌塞擦音，并与平舌音的精组字相对立。但大部分西南官话中这种对立现象已经消失[34]。
- 中古全濁声母，在平声字中变为送气清声母，在仄聲字中變為不送氣清聲母。但西南官话成渝片和赤灌片（即四川话）较为特殊，部分中古全浊仄声字读送气清声母；西南官话黔北片部分点（如吉首）更为特殊，遇平声保留了全浊。
- 大部分的中古辅音韵尾消失，中古汉语中的“-p，-t，-k，-m，-n，-ng”现在已经只剩下“-n，-ng”。声调类型少，一般来讲有3至5个声调，大部分地區只有平声区分阴阳，且中古汉语的入声在官话大部分地區内消失。但中国南方的江淮官話全部地区和西南官話部分地区（岷江小片、丽川小片、武天片部分、黔南片部分、湘南片部分和岑江片部分等）[34]入声仍然得到保留。（同時，晉語被劃出官話，原則和依據也是因其保留入聲。）

- 古微母字今不读双唇音声母 m-

| 方言   | 地点 | 尾                          | 蚊                          | 网                            |
| ------ | ---- | --------------------------- | --------------------------- | ----------------------------- |
| 官话   | 北京 | i˨˩˦（白读） weɪ̯˨˩˦（文读） | wən˧˥                       | wɑŋ˨˩˦                        |
| 官话   | 南京 | uɵi˨˩˨                      | uən˩˧                       | uaŋ˨˩˨                        |
| 官话   | 成都 | uei˥˧                       | uən˨˩                       | uaŋ˥˧                         |
| 官话   | 西安 | vi˥˧                        | vẽ˨˦                        | vɑɣ̃˥˧                         |
| 吴语   | 苏州 | ȵij˨˧˩ vij˨˧˩               | mən˨˨˧ vən˨˨˧               | mã˨˧˩ mɒ̃˨˨˧                   |
| 粤语   | 广州 | mei˩˧                       | mɐn˥˥                       | mɔŋ˩˧                         |
| 闽东语 | 福州 | muei˧˨                      | muɔŋ˥˨（白读） uŋ˥˨（文读） | mœyŋ˨˦˨（白读） uɔŋ˧˨（文读） |

- 古日母字今不读鼻音声母 n- ŋ- ȵ- 等

| 方言   | 地点 | 耳                          | 忍                         | 肉                         |
| ------ | ---- | --------------------------- | -------------------------- | -------------------------- |
| 官话   | 北京 | ɚ˨˩˦                        | ʐən˨˩˦                     | ʐɤʊ̯˥˩                      |
| 官话   | 南京 | ɚ˨˩˨                        | ʐən˨˩˨                     | ʐəɯ˦˦（白读） ʐuʔ˥（文读） |
| 官话   | 成都 | ɚ˥˧                         | zən˥˧                      | zəu˨˩˧ zu˨˩                |
| 官话   | 天水 | ʒɿ˥˧                        | ʐẽ˥˧                       | ʐɤu˦˦                      |
| 吴语   | 苏州 | ȵij˨˧˩                      | ȵiɪn˨˧˩ zən˨˧˩             | ȵioʔ˨˧                     |
| 粤语   | 广州 | ji˩˧                        | jɐn˧˥                      | jʊk˨                       |
| 闽东语 | 福州 | ŋei˨˦˨（白读） ŋi˧˨（文读） | nuŋ˧˨（白读） yŋ˧˨（文读） | nyʔ˦                       |

### 语法
官話的基本語序为主谓宾结构。官话的词汇主要来源于文言文中的固有词汇，以及在清朝时期从日本引入的词汇，外来语较少。近年由于与外国交流日益增多，外来语逐渐增多，以及网络语言使日常口语多元化。

### 方言字
北方官话中的方言字保留于普通话中，如「甭」（不用）、嫑（不要）、「孬」（不好）、「俺」（我）、「咋」（怎么）、「咱」（含对方在内的我们）、「啥」（什么）。北方官话的大部分口语可以容易书写为书面语，但南方官话（如四川话所使用的四川方言字）因拥有大量不见于现代标准汉语的特有词汇，仍拥有较多独特的方言字。